# Microids
A Microids (korábban Microïds) egy francia videójáték fejlesztő- és kiadó vállalat, 2010-től az Anuman Interactive része. Leghíresebb játékai az Amerzone, a Sinking Island és a Syberia.

## Történelem

### Alapítás (1985–2003)
1985-ben alapította Elliot Grassiano. Az első 10 évben csak szoftverfejlesztéssel foglalkozott, majd 1995-ben áttért a kiadásokra és további platformokra is.